# Subacquea
Con subacquea (immersione subacquea) si intendono quelle attività che permettono all'uomo la permanenza in un ambiente sommerso, prevalentemente acquatico, sia di acque dolci che salate, quindi in ambito prevalentemente marittimo, fluviale o lacustre, sia autonomamente (con o senza l'ausilio di sistemi di respirazione autonomi o vincolati, che permettono quindi l'immersione per lunghi periodi di tempo), che tramite mezzi ed attrezzature (quali campane subacquee).
In funzione dello scopo dell'immersione si può distinguere tra subacquea ricreativa, tecnica e professionale. L'immersione ricreativa, quella comunemente praticata dalla maggior parte dei subacquei, è caratterizzata da profondità fino a -40 metri (con corsi di specialità per immersione profonda) e da tempi di immersione limitate in modo da non richiedere soste di decompressione. 
Ulteriore distinzione si può operare, sulla base della modalità per assicurare la respirazione del sommozzatore, fra immersioni con autorespiratori (SCUBA), immersioni con erogazione di aria o miscele gassose da superficie (SSD, evoluzione moderna della tecnica caratteristica dei palombari, tipicamente impiegata nella subacquea industriale) e, infine, immersioni in apnea.

## Storia

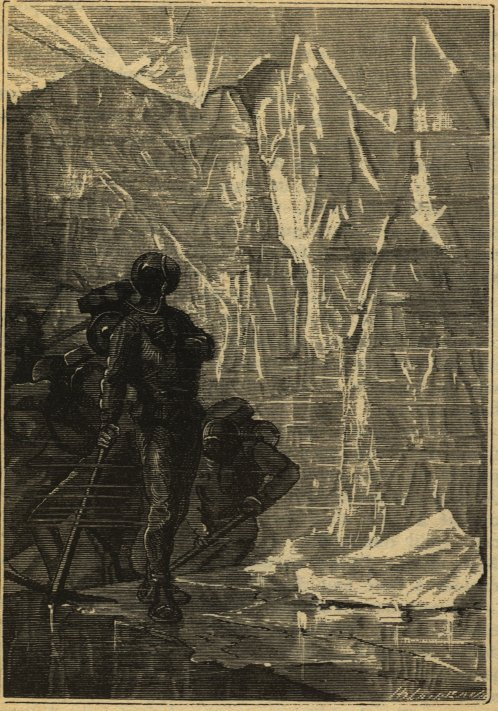
Le prime idee di sistemi subacquei autonomi appaiono in Ventimila leghe sotto i mari di Jules Verne

Il desiderio di andare sott'acqua è probabilmente sempre esistito: per cercare cibo, scoprire manufatti, trovare tesori, riparare navi (o affondarle) e forse solo per osservare la vita del mare. Tuttavia, finché gli esseri umani non trovarono un sistema per respirare sott'acqua, le immersioni sono state necessariamente brevi e convulse.
Nel XVI secolo si iniziò ad utilizzare campane subacquee rifornite d'aria dalla superficie, il primo vero sistema per rimanere sott'acqua per un tempo illimitato. Due delle principali strade di investigazione, una scientifica e una tecnologica, accelerarono notevolmente l'esplorazione subacquea. La ricerca scientifica fu portata avanti, nel XIX secolo, dal lavoro di Paul Bert e Scott Haldane, provenienti rispettivamente dalla Francia e dalla Scozia. Allo stesso tempo i progressi tecnologici - pompe ad aria, scrubber, erogatori, ecc. - hanno reso possibile la permanenza dell'uomo sott'acqua per lunghi periodi di tempo.
A partire dagli anni settanta del XX secolo si sviluppò, a fianco del crescente fenomeno del turismo internazionale, un turismo della subacquea mirato alla semplice "visita" dell'ambiente sottomarino. Oggigiorno l'attività subacquea, grazie alle nuove attrezzature, sempre più leggere, tecnologiche e confortevoli, è diventato uno sport alla portata di tutti. In immersione ci si può spostare nuotando quasi senza fatica, e durante le immersioni può anche accadere di muoversi sfruttando un veicolo a propulsione, secondo le esigenze o l'ambiente, o semplicemente sfruttando le correnti marine.

## Attrezzature

### Autorespiratori
Le due tipologie di equipaggiamenti per la subacquea sono il sistema a circuito aperto detto A.R.A. (autorespiratore ad aria con erogatore, originariamente sviluppato da Jacques Cousteau con il nome di Aqua-lung), e il sistema a circuito chiuso detto A.R.O. (autorespiratore ad ossigeno). L'A.R.O. fu creato ed utilizzato per la prima volta dagli uomini rana della Marina Militare Italiana durante la seconda guerra mondiale; più recentemente si è evoluto nel Rebreather, termine anglosassone che significa letteralmente respiratore con ricircolo dell'aria, un sistema molto sofisticato e complesso che può essere a circuito chiuso (CCR) o semichiuso (SCR), meccanico o elettronico. Questo dispositivo è in grado, a seconda del tipo, di riutilizzare il gas espirato filtrandolo e riarricchendolo di ossigeno per mantenerne costante il livello, consentendo così di prolungare notevolmente la permanenza in immersione e limitando il consumo di aria dalle bombole.

### Muta subacquea
Le mute subacquee sono indumenti speciali in grado di mantenere caldo il corpo durante l'immersione, e si dividono principalmente in tre tipologie: mute umide, mute semistagne e mute stagne. Le prime permettono all'acqua di entrare, seppur in minima quantità, e quindi creano un velo d'acqua tra il corpo del sub e la muta. Quando questo sottile strato si riscalda, produce una sorta di effetto isolante, ottimo per ambienti con acqua calda ma insufficiente negli altri casi. Le mute del secondo tipo sono molto aderenti al corpo, e di spessore maggiore. Tendono a far inumidire solo braccia e gambe isolando il busto del subacqueo: nascono infatti per ambienti con acqua abbastanza fredda. La terza tipologia di mute, quelle stagne, isolano completamente il sub dall'acqua, lasciando che si bagnino solamente mani e testa; sono quindi particolarmente adatte ad ambienti con acque molto fredde o a permanenze prolungate in acqua.

### Erogatori e GAV
Altra attrezzatura fondamentale è l'erogatore, che viene montato sulla bombola e fornisce aria a "chiamata", cioè quando con la bocca si inspira. 
È costituito da un primo stadio, che è collegato direttamente alla bombola e ha il compito di ridurre la pressione elevata dell'aria contenuta nella bombola ad un livello intermedio, e da un secondo stadio che ha il compito di fornire aria al subacqueo che lo tiene nella bocca. Tale erogatore fornisce sempre una pressione uguale rispetto alla pressione ambientale esterna; ciò, per riprodurre la situazione che si ha a quota 0, cioè a livello del mare. Nella subacquea tecnica, per sicurezza, si scende in acqua sempre con 2 erogatori completamente separati. Nella subacquea ricreativa si preferisce usare il sistema "Octopus" cioè collegare 2 secondi stadi al primo stadio.
Un altro strumento essenziale è il giubbotto ad assetto variabile (GAV), chiamato anche Jacket, che ha lo scopo di sostenere la bombola e modificare l'assetto. Questo si ottiene immettendo o togliendo aria dal GAV, grazie a un comando collegato al primo stadio. 
La bombola, a cui accennavamo prima, è preposta a contenere la riserva d'aria per il subacqueo; solitamente hanno un volume di 10, 12 o 15 litri e viene caricata fino a 200-230 bar, anche se in commercio sono reperibili bombole fino a 300 bar.

### Ulteriori strumenti
Per calcolare il tempo rimanente di immersione o le pause di decompressione erano necessari un profondimetro, un orologio e le apposite tabelle; già da molti anni però, tutto questo è stato sostituito da un computer subacqueo, che fornisce vari parametri (come la profondità massima raggiunta e la profondità attuale) e calcola automaticamente il tempo di immersione rimanente ed eventualmente le tappe di decompressione necessarie. 
Ultime attrezzature, ma non per questo meno importanti, sono la cintura della zavorra e le pinne: la prima serve per annullare la spinta positiva data dal corpo umano e dalla muta immersi in acqua, e le seconde servono come mezzo di propulsione.

## Problematiche
In particolare sono di comune utilizzo alcune attrezzature mirate a risolvere alcuni problemi particolari che si possono verificare durante l'immersione del corpo in acqua.

### Respirare sott'acqua

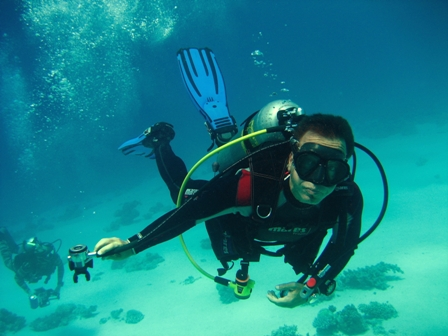

Il primo ed ovvio problema a cui il sommozzatore va incontro è il bisogno di respirare, non avendo come le diverse specie acquatiche appositi organi idonei a sopravvivere sott'acqua. Per risolvere questo problema si è ricorsi all'uso di bombole contenenti tipicamente aria compressa. È possibile usare anche altre miscele gassose studiate per risolvere alcuni fenomeni che si verificano respirando aria compressa (tossicità dell'ossigeno, narcosi da azoto, aumento delle microbolle di gas inerte nel sangue).
La respirazione subacquea avviene quindi tramite un autorespiratore ad aria o ad ossigeno, a seconda del tipo di immersione praticata. La differenza principale tra i due tipi di autorespiratori è nel circuito di filtraggio del gas e nella metodologia di immersione.
Nell'immersione con autorespiratore ad aria la respirazione attraverso l'erogatore avviene eseguendo la normale manovra di respirazione, come se non si fosse in immersione: l'aria inspirata dall'erogatore proviene dalla bombola e quella espirata, sempre attraverso l'erogatore, viene espulsa all'esterno.
L'autorespiratore ad aria fornisce aria alla stessa pressione dell'ambiente circostante. In immersione la pressione aumenta di 1 atmosfera ogni 10 metri di profondità, ai quali dobbiamo sommare l'atmosfera presente al livello del mare.
L'azoto presente nell'aria (78%) viene spinto dalla pressione nei tessuti corporei saturandoli.
Questo genera la necessità di gestire la risalita, mediante soste a date profondità, dipendenti dal profilo d'immersione, evitando che l'azoto accumulato si liberi di nuovo allo stato gassoso in maniera repentina, formando bolle che potrebbero causare emboli e generare patologia da decompressione. 
È necessario prestare massima attenzione alla qualità dell'aria con la quale si caricano le bombole, infatti, i compressori usati per la ricarica sono lubrificati ad olio, pertanto sono provvisti di sistema di filtraggio che, quando inefficiente, lascia passare nelle bombole una certa quantità d'olio. Respirare una miscela di aria ed olio causa gravi danni alla salute.
Nell'immersione con autorespiratore ad ossigeno la respirazione avviene invece attraverso un sistema ciclico e chiuso: non viene espulso gas in quanto questo viene trattato tramite filtri per eliminare l'anidride carbonica e reintrodotto nel circuito. 
Questo tipo di autorespiratore è formato essenzialmente da erogatore, sacco polmone per contenere l'aria espulsa, bombola; quest'ultima solitamente contenente una miscela arricchita di ossigeno al posto di aria, fino ad avere ossigeno al 100%. 
L'ossigeno consumato durante la respirazione viene reintrodotto nel circuito nel sacco polmone che contiene i gas espirati.
È da considerare che, respirando una miscela al 100% di ossigeno, la profondità è limitata a 6 metri per i subacquei sportivi ed a 10 metri per i militari, in quanto a queste profondità l'ossigeno diventa nocivo per l'organismo. Le tecniche per la pratica del filtraggio sono relativamente complesse e difficili da gestire se non si ha una certa pratica.

### Vedere sott'acqua

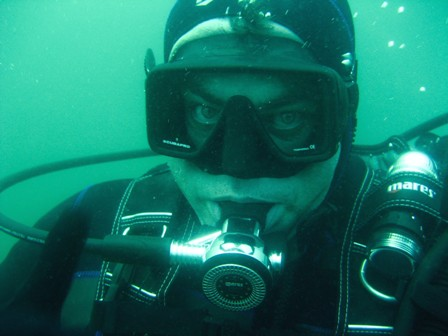

Gli occhi umani si sono evoluti per vedere attraverso l'aria e non possono mettere a fuoco in acqua, a causa delle differenze fisiche dei due mezzi. Il problema della visione subacquea viene risolto con l'uso di una maschera subacquea (costruita fondamentalmente in gomma o silicone e vetro temperato) o da un elmo da immersione.
Questi dispositivi frappongono uno strato di aria tra gli occhi e l'ambiente, permettendo di vedere. Tuttavia, a causa del fenomeno della rifrazione (dovuta al passaggio della luce dall'acqua all'aria) gli oggetti appaiono il 25% più vicini e il 33% più grandi.
Occasionalmente i reparti militari specializzati in queste attività (uomini rana) utilizzano speciali lenti a contatto allo scopo di evitare il riflesso del cristallo della maschera da parte di una torcia o faro nemico.

### Comunicare sott'acqua
Oltre alla respirazione, sott'acqua è impossibile anche la comunicazione verbale, essendo immersi in un liquido. Per questo motivo è stato ideato un sistema di segnalazione subacquea composto da gesti più o meno standard, in modo da poter comunicare coi compagni durante l'immersione. Esistono anche maschere granfacciali (coprono tutto il viso e lasciano la bocca libera dall'erogatore) in cui si può parlare; essendo provviste di un sistema di comunicazione acustico, permettono ai subacquei di comunicare tra loro.

### Evitare la perdita di calore corporeo

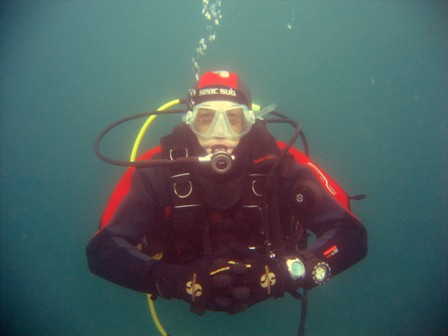
Subacqueo in muta stagna

Questo causa l'ipotermia. L'acqua conduce il calore dal subacqueo 25 volte più dell'aria. Tranne che in acque molto calde, il subacqueo ha bisogno dell'isolamento termico che gli viene fornito da una muta subacquea.
Le mute ad oggi utilizzate possono essere definite in tre tipologie: mute umide, stagne o semistagne; scelte in relazione alla temperatura delle acque. Per immersioni in acque particolarmente fredde esistono apposite mute riscaldate.

### Evitare tagli ed escoriazioni
Le mute aiutano anche ad evitare che la pelle del subacqueo sia ferita da oggetti sottomarini ruvidi o appuntiti, da animali marini, coralli o rocce.

### Malattia da decompressione
La malattia da decompressione è una patologia del subacqueo dovuta alla variabile di tempo di permanenza e di profondità raggiunta e conseguente relativo accumulo nei tessuti del suo organismo, dei gas inerti (azoto, ed eventualmente, in relazione alla composizione della miscela respirata, elio ed idrogeno), senza aver effettuato alla fine dell'immersione delle soste di decompressione, per la relativa necessaria desaturazionene degli inerti in eccesso nel caso esso abbia superato i limiti di non decompressione.

### Muoversi sott'acqua

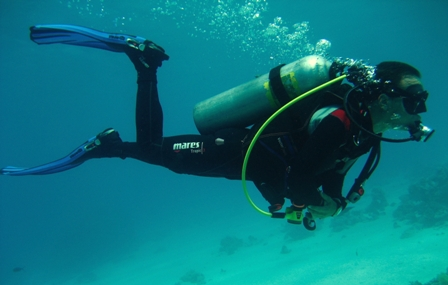
Subacqueo in perfetto assetto

Il subacqueo necessita di potersi muovere sott'acqua. La mobilità personale è agevolata da pinne che vengono calzate ai piedi e da una corretta gestione del proprio assetto.
Altri equipaggiamenti per aumentare la mobilità subacquea comprendono veicoli di propulsione subacquea, campane subacquee e maialini.
La NASA (l'agenzia spaziale americana) utilizza l'immersione subacquea per addestrare gli astronauti a muoversi nello spazio, poiché è il metodo più conveniente e verosimile alle condizioni di assenza di gravità riscontrabile sulla terra.

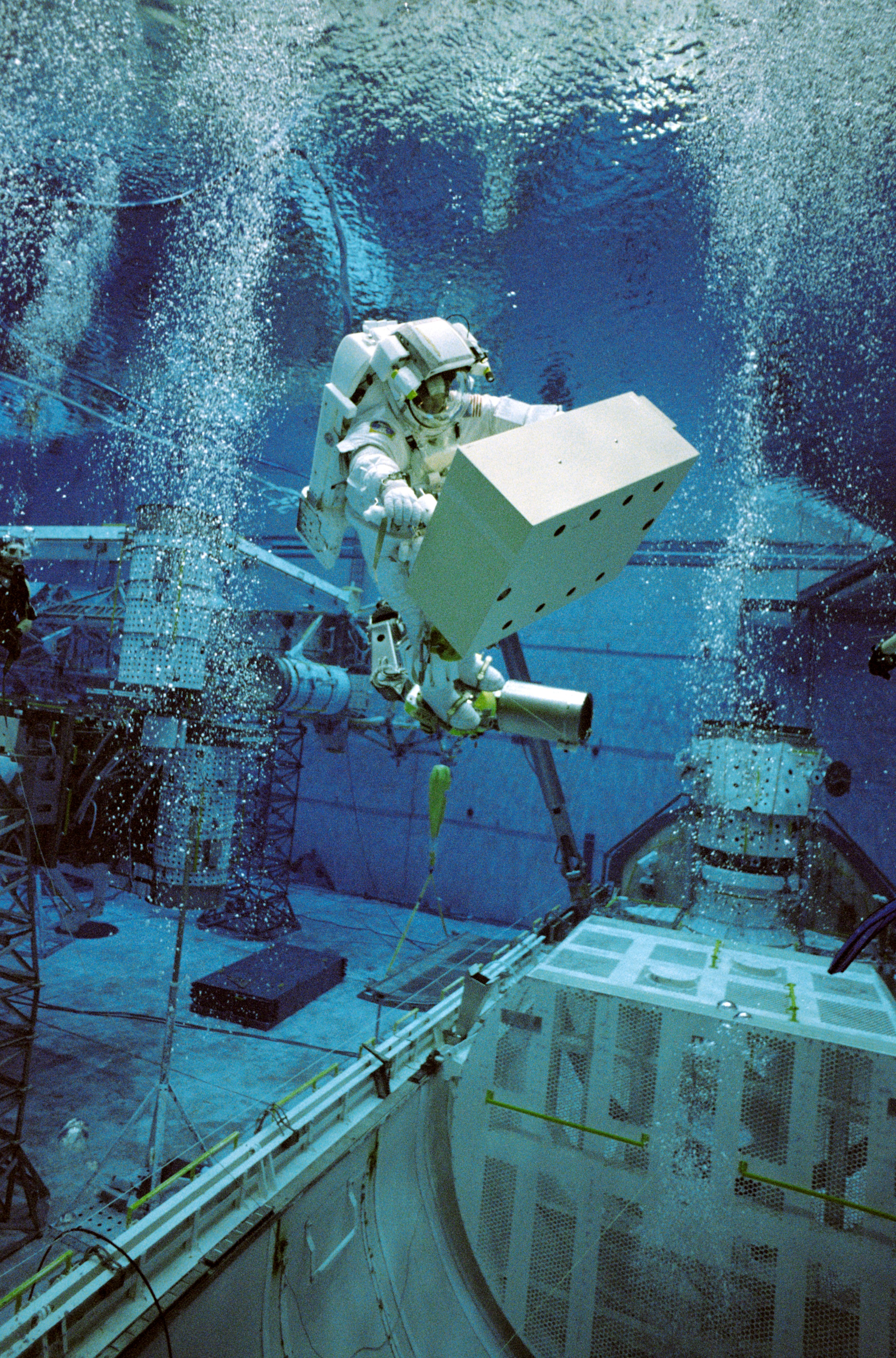
Gli astronauti simulano le operazioni spaziali in grandi piscine dentro la base della NASA

### Immersioni profonde
Esistono tecniche specifiche per affrontare immersioni prolungate o profonde:
- immersioni tecniche - Immersioni che prevedono l'utilizzo di miscele ipossiche per gestire la tossicità dell'ossigeno in profondità, combinate con gas inerti (tipicamente elio) per limitare la narcosi d'azoto e iperossigenate per ottimizzare la decompressione; sono caratterizzate, quindi, da profondità e tempi che valicano i confini della subacquea ricreativa;
- immersioni assistite dalla superficie - subacqueo assistito dalla superficie, grazie all'uso di uno scafandro;
- immersioni in saturazione - operazioni subacquee effettuate con l'ausilio di campane, e relative stazioni di superficie con ambienti iperbarici (camera di decompressione) abitabili e climatizzati, che permettono un'unica decompressione/desaturazione graduale, a volte anche di molti giorni, alla fine di una serie di immersioni ad alta o altissima profondità, da ca 80 a 200 metri e oltre).